# Equilibrio perfecto de mano temblorosa
Equilibrio perfecto de mano temblorosa es un refinamiento del equilibrio de Nash debido a Reinhard Selten. Un equilibrio perfecto de mano temblorosa es un equilibrio que tenga en cuenta la posibilidad de que los jugadores, a través de un error ("deslizamiento de la mano" o temblor), pueden optar por estrategias no intencionales, aunque con probabilidad casi nula.

## Definición
Primero definimos un juego perturbado. Un juego perturbado es una copia de un juego de base, con la restricción de que sólo las  estrategias totalmente mixtas pueden ser jugadas. Una estrategia totalmente mixta es una estrategia mixta donde cada estrategia pura se juega con probabilidad distinta de cero. Se trata de las "manos temblorosas" de los jugadores, que a veces juegan una estrategia diferente a la que tenían la intención de jugar. A continuación, se define un conjunto estrategia S (en un juego de base) como mano temblorosa perfecto si hay una secuencia de juegos perturbados que convergen para el juego de base en la que hay una serie de equilibrios de Nash que convergen a S. 
El juego representa en la siguiente matriz de forma normal tiene dos estrategias puras equilibrios de Nash , a saber <Arriba, izquierda> y <abajo, derecha>. Sin embargo, sólo <Arriba,Izquierda> es un equilibrio perfecto de mano temblorosa.
Supongamos que el jugador 1 juega una estrategia mixta {\displaystyle (1-\epsilon ,\epsilon )}, para  {\displaystyle 0<\epsilon <1}. El pago esperado del jugador 2 de jugar izquierda es la siguiente:
{\displaystyle 1(1-\epsilon )+2\epsilon =1+\epsilon .\ }
El pago esperado del jugador 2 de que juegue derecha es:
{\displaystyle 0(1-\epsilon )+2\epsilon =2\epsilon .\ }
Para valores pequeños de ε, el jugador 2 maximiza su pago esperado mediante la colocación de un peso mínimo en derecha y el peso máximo sobre la izquierda. Por simetría, el jugador 1 debe colocar un peso mínimo en abajo si el jugador 2 está jugando la estrategia mixta {\displaystyle (1-\epsilon ,\epsilon )}.  Entonces <Arriba,Izquierda> es un equilibrio de mano temblorosa.
Sin embargo, un análisis similar falla para el perfil de estrategia <Abajo,Derecha>. 
Supongamos que el jugador 2 juega una estrategia mixta  {\displaystyle (\epsilon ,1-\epsilon )}. El pago esperado del jugador 1 por jugar arriba es:
{\displaystyle 1\epsilon +2(1-\epsilon )=2-\epsilon .\ }
El pago esperado del jugador 1 por jugar abajo es:
{\displaystyle 0(\epsilon )+2(1-\epsilon )=2-2\epsilon .\ }
Para todos los valores positivos de ε, el jugador 1 maximiza su pago esperado con la colocación de un peso mínimo en abajo y el peso máximo en arriba. Por lo tanto <Abajo, Derecha> no es un equilibrio perfecto de mano temblorosa, porque el jugador 2 (y, por simetría, jugador 1) maximiza su pago esperado por desviarse más a menudo a izquierda si hay una pequeña posibilidad de error en el comportamiento del jugador 1.

## Equilibrio perfecto de mano temblorosa para dos jugadores
Para los juegos de dos jugadores, el conjunto de equilibrios perfectos temblorosa mano coincide con el conjunto de la admisibilidad de equilibrio, es decir, los equilibrios que consta de dos estrategias no dominadas. En el ejemplo anterior, vemos que la <D,R> equilibrio imperfecto no es admisible, ya que L (débilmente) domina R para el jugador 2. 

## Equilibrio perfecto de mano temblorosa en forma extensiva
Hay dos posibles formas de ampliar la definición de perfección temblando la mano para juegos en forma extensiva .
- Se puede interpretar la forma extensiva como meramente una descripción concisa de un juego en forma normal y aplicar los conceptos descritos en este juego en forma normal. En los juegos perturbados resultantes, cada estrategia del juego en forma extensiva se debe jugar con una probabilidad distinta de cero. Esto nos lleva a la noción de una forma normal, la mano temblorosa equilibrio perfecto.

- Alternativamente, se puede recordar que tiembla se han de interpretar como errores de modelado hechas por los jugadores con cierta probabilidad insignificante cuando se juega el juego. Tal error sería más probable consistir de un jugador que hace otro movimiento distinto del previsto en algún momento durante el juego. Apenas consistiría en la elección de otro jugador estrategia de lo previsto, es decir, un plan equivocado para jugar todo el juego. Para captar esto, se puede definir el juego perturbado al exigir que cada movimiento en cada conjunto de información se toma con probabilidad distinta de cero. Límites de equilibrio de estos juegos perturbados como las probabilidades tiemblan va a cero se denominan en forma extensiva mano temblorosa equilibrios perfectos.

Las nociones de forma normal y en forma extensiva mano temblorosa equilibrios perfectos no son comparables, es decir, un equilibrio de un juego en forma extensiva pueden ser en forma normal temblorosa mano perfecto, pero no en forma extensiva mano temblorosa perfecto y viceversa. Como ejemplo extremo de esto, Jean-François Mertens ha dado un ejemplo de una de dos jugadores juego en forma extensiva donde ningún forma extensiva mano temblorosa equilibrio perfecto es admisible, es decir, los conjuntos de forma extensiva y en forma normal temblorosa mano perfecta equilibrios para este juego son disjuntos.
Una forma extensiva mano temblorosa equilibrio perfecto es también un equilibrio secuencial . Una forma normal temblorosa mano perfecto equilibrio de un juego en forma extensiva puede ser secuencial, pero no es necesariamente así. De hecho, una forma normal temblorosa mano perfecto equilibrio ni siquiera tiene que ser perfecto en subjuegos.